# 島津久濃
島津 久濃（しまづ ひさあつ）は、薩摩国薩摩藩宮之城島津家第10代。

## 家系
宮之城島津家家は、島津忠良の三男尚久に始まり、代々の当主の通称が「図書」で、忠長以降、薩摩国宮之城を領した。久方の代に一所持となり、久倫の代に大身分となる。家紋は宮之城十文字。

## 略歴
寛延2年（1749年）薩摩藩宮之城前領主島津久倫の子として生まれる。当時の宮之城家は義兄の久亮が家督を継いでいた。
宝暦13年（1763年）に義兄の久亮が死去したため、宮之城家の家督を相続し、代々の通称「図書」と名乗る。
明和7年（1770年）6月13日、死去。享年22。家督は、分家島津久平の子久郷が婿養子となって相続した。